# Ritratto di Maria Antonietta a mezzo busto
Il Ritratto di Maria Antonietta a mezzo busto è un dipinto a olio su tela (2,255x1,630 cm) di Élisabeth Vigée Le Brun, eseguito nel 1786 e conservato nella reggia di Versailles, in Francia.

## Descrizione
Ritrae la regina Maria Antonietta d'Austria, regina consorte di Francia e di Navarra, a mezzo busto. La regina indossa un abito rosso con ricami neri e un cappello rosso e nero con delle piume tutt'intorno. Il ritratto è molto simile a un ritratto della sorella maggiore di Maria Antonietta, Maria Amalia, duchessa di Parma, Piacenza e Guastalla, questo perché Maria Antonietta era molto legata alla sorella e quindi decise di omaggiarla facendosi ritrarre nella medesima posizione della sorella.
La regina Maria Antonietta nel ritratto indossa una collana di diamanti, e tiene i capelli raccolti nel cappello. Questo ritratto oggi si trova nella reggia di Versailles, in Francia, ed è stato eseguito nel 1786, poco prima della morte della quarta figlia di Maria Antonietta, Madame Sophie.

## Altri dipinti di Vigée Le Brun sulla regina

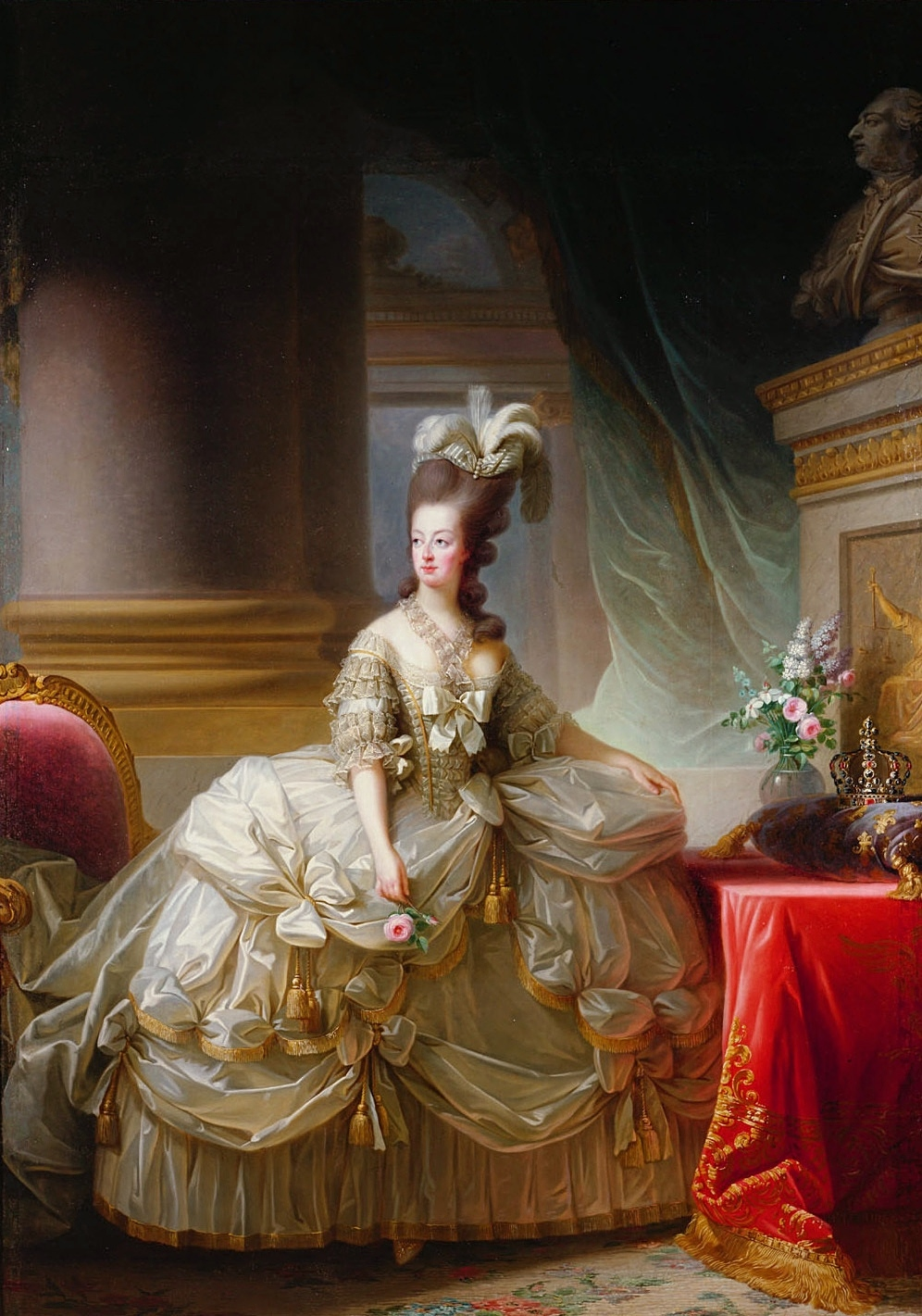
Maria Antonietta in gran abito di corte (1778)
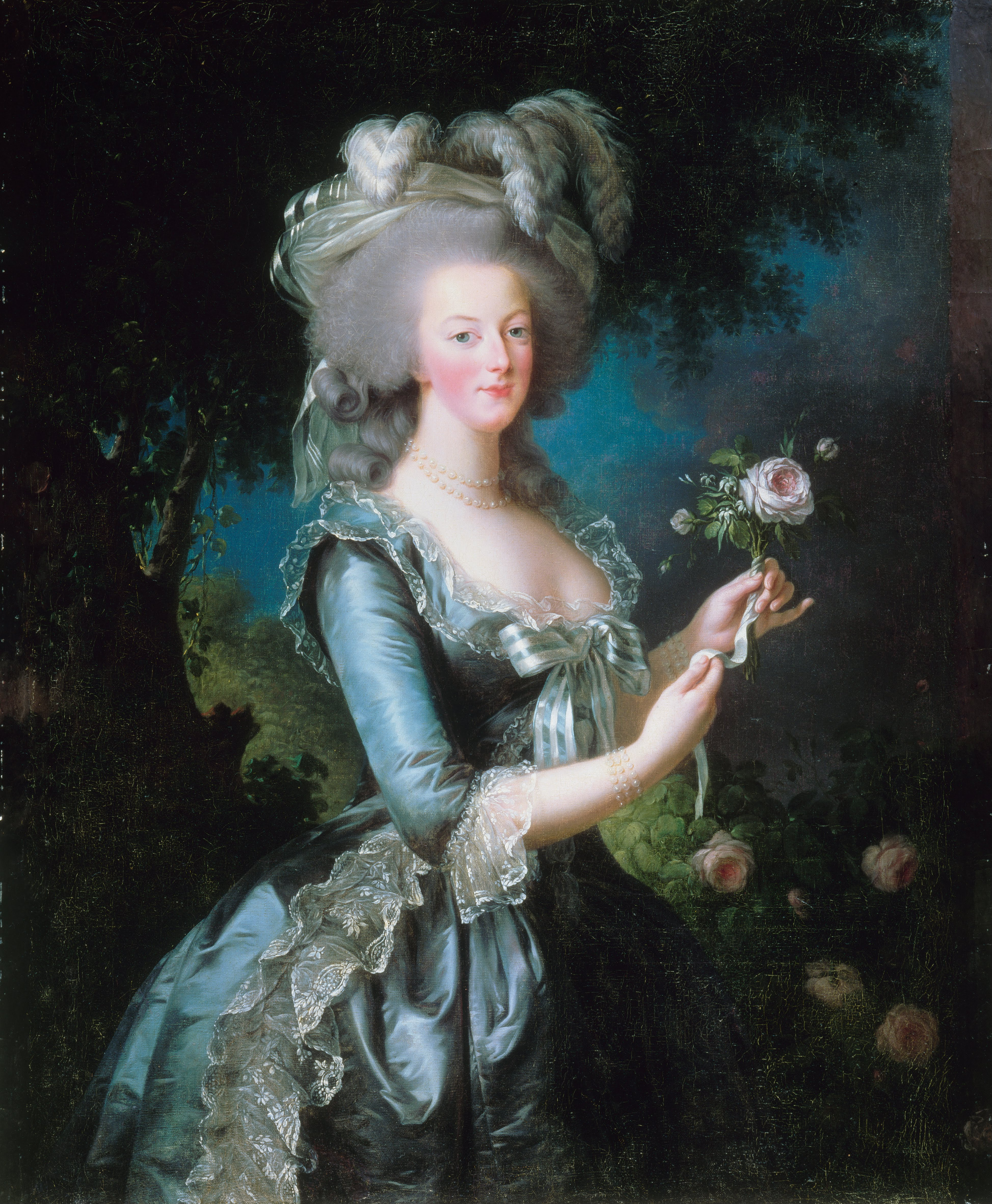
Maria Antonietta con la rosa (1783)
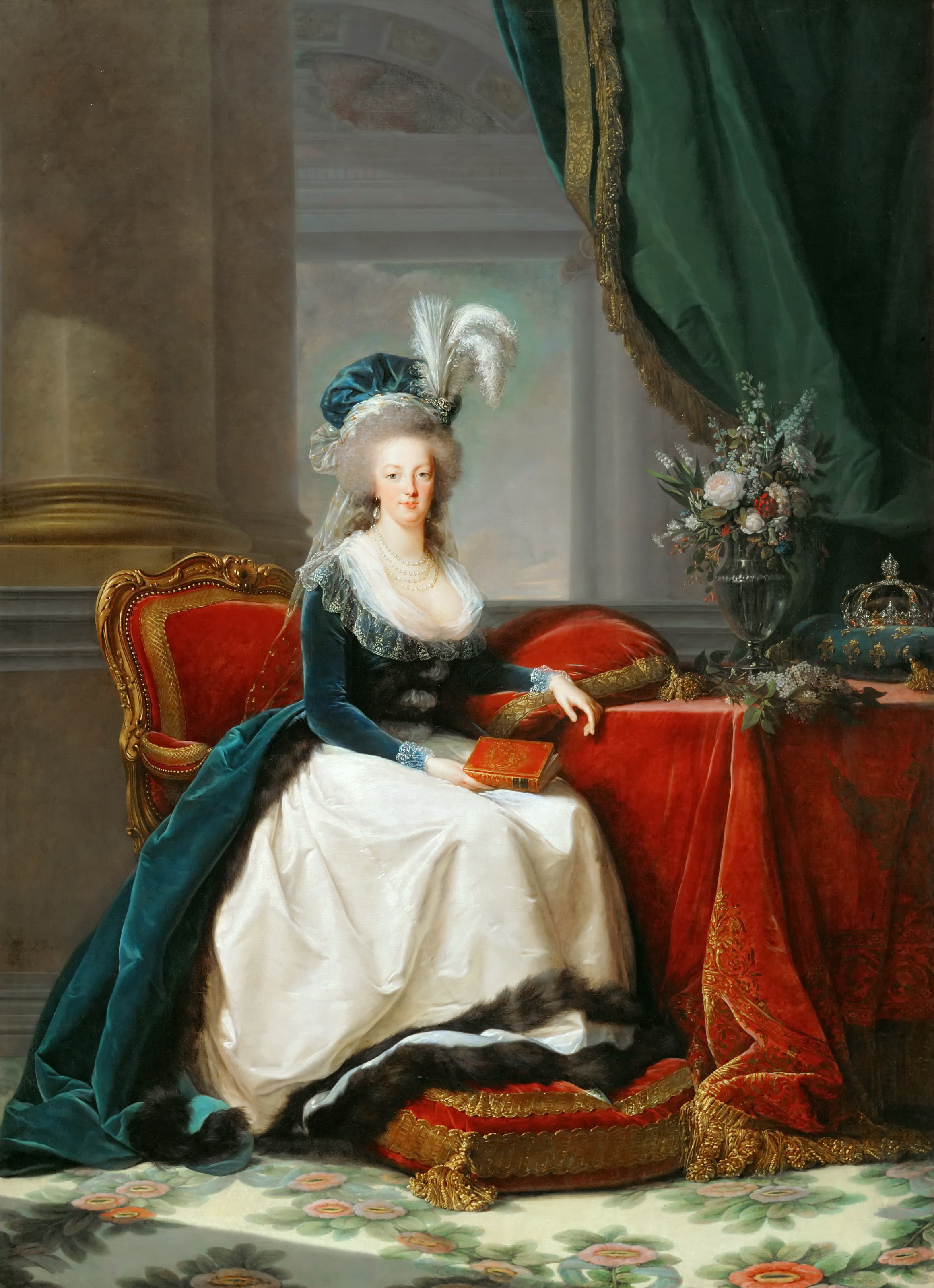
Maria Antonietta con un libro (1788)